# Torhalle di Lorsch
La Torhalle (chiamata anche Königshalle) dell'ex monastero di Lorsch è un edificio tardo-carolingio, costruito intorno all'anno 900. È attribuito all'epoca del Rinascimento carolingio, mentre la sua funzione originaria è ancora oggetto di diverse ipotesi. La facciata policroma della Torhalle rappresenta un importante esempio di forme architettoniche antiche e tecniche costruttive nel primo Medioevo. L'edificio, ultimo elemento visibile in superficie del complesso monastico carolingio, è stato inserito nel 1991, insieme agli altri resti strutturali e archeologici del monastero medievale, nella lista del Patrimonio Mondiale dell'UNESCO.

## Storia

### Il mistero della datazione e delle funzioni della Torhalle
Il periodo di costruzione e la funzione della Torhalle non sono documentati da alcuna fonte scritta. Nel tempo, sono state avanzate diverse ipotesi, tra cui l'idea che la sala sia stata eretta nel 774 in onore di Carlo Magno. In quell'anno, dopo aver sottomesso i Longobardi in Italia, Carlo Magno partecipò alla consacrazione della nuova chiesa abbaziale di Lorsch durante il suo viaggio di ritorno. Secondo questa teoria, la Torhalle sarebbe stata concepita come una sorta di arco di trionfo ispirato ai modelli romani.
Un'altra ipotesi collega la costruzione della Torhalle alla sepoltura di Ludovico il Germanico, morto a Francoforte nel 876 e tumulato a Lorsch. Un sarcofago rinvenuto nelle vicinanze della presunta cappella funeraria, noto appunto come sarcofago di Ludovico il Germanico, presenta una decorazione a pilastri di ordine ionico simili a quelle visibili sulla facciata superiore della Torhalle, suggerendo un possibile collegamento tra la struttura e il suo seppellimento.
Il sarcofago e la Torhalle potrebbero dunque essere stati realizzati nello stesso periodo, portando a ipotizzare una data di costruzione successiva al 876. Tuttavia, non esistono prove certe che il sarcofago rinvenuto appartenga realmente a Ludovico il Germanico.
Un'argomentazione simile si basa su una grande quantità di pietre policrome, simili a quelle della facciata della Torhalle ma che non provengono da essa. Queste sono state associate alla Ecclesia varia, la presunta cappella funeraria di Ludovico, menzionata nel Codex Laureshamensis e datata 876. Anche questo tentativo di datazione della Torhalle, tuttavia, rimane un'ipotesi non verificata.
Nel 2016, grazie a misurazioni al radiocarbonio, è stato possibile restringere il periodo di costruzione della Torhalle intorno all'inizio del X secolo, un periodo quindi successivo agli anni di regno di Carlo Magno. 

### Il dibattito sulla funzione della Torhalle
Nonostante numerose discussioni, la funzione originaria della Torhalle all'interno del monastero rimane un mistero. Dopo secoli di oblio, l'edificio fu identificato nel 1812 da Johann Konrad Dahl, parroco di Gernsheim, come una porta nella cinta muraria del monastero. Tuttavia, scavi archeologici condotti nel 1927-28 dimostrarono che la Torhalle era sempre stata un edificio isolato.
Nel 1821, Georg Moller, architetto di corte del Granducato d'Assia-Darmstadt, la interpretò come l'ingresso del cortile anteriore della chiesa abbaziale. Nel 1851, J. Savelsberg la identificò invece con la già citata Ecclesia varia. Fino alla smentita definitiva attraverso la datazione al radiocarbonio, veniva periodicamente riproposta anche l'idea che la Torhalle fosse un arco di trionfo costruito in onore di Carlo Magno.

### Ipotesi più recenti
Studi più recenti suggeriscono che la Torhalle potesse servire come: "Königshalle" (Sala reale), utilizzata per ricevimenti e funzioni giuridiche; Arco d'ingresso o come destinata alla conservazione dei manoscritti monastici della biblioteca del monastero.
Un'interpretazione più recente collega la Torhalle alla descrizione biblica dell'aula di giustizia nel cortile del palazzo di Re Salomone (1 Re 7,8 Vulgata: "Et domuncula, in qua sedebatur ad iudicandum, erat in media porticu" – "E la piccola casa in cui sedeva per giudicare era al centro del portico"). Seguendo questa teoria, Matthias Untermann vede nella struttura con le due torri scala e la decorazione architettonica dipinta al primo piano un luogo destinato a tribunale. Secondo questa lettura, la Torhalle di Lorsch sarebbe stata un edificio di rappresentanza situato all'ingresso della chiesa abbaziale, dove gli abati dell'abbazia imperiale o i loro delegati esercitavano la giustizia.

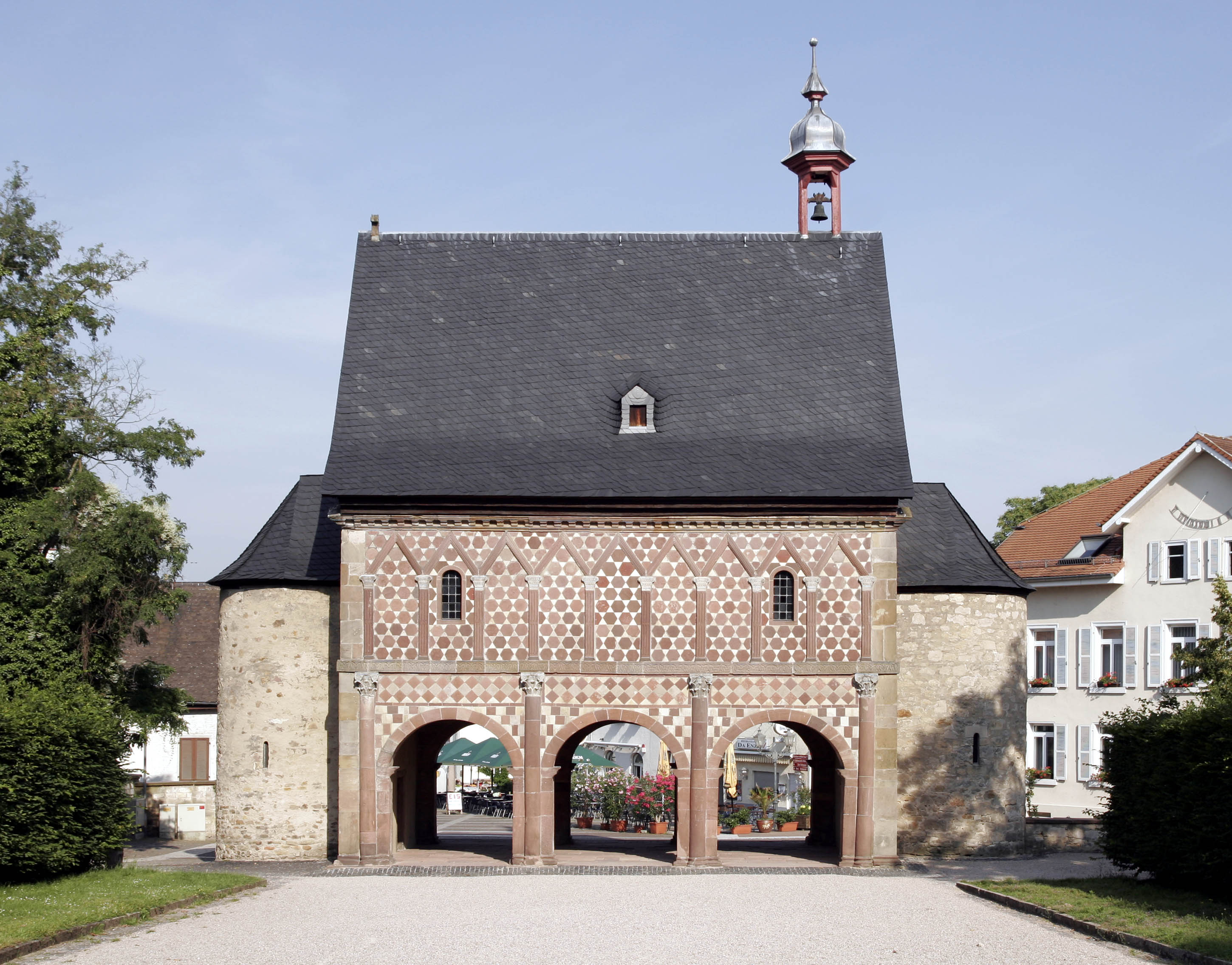
La facciata orientale della Torhalle.
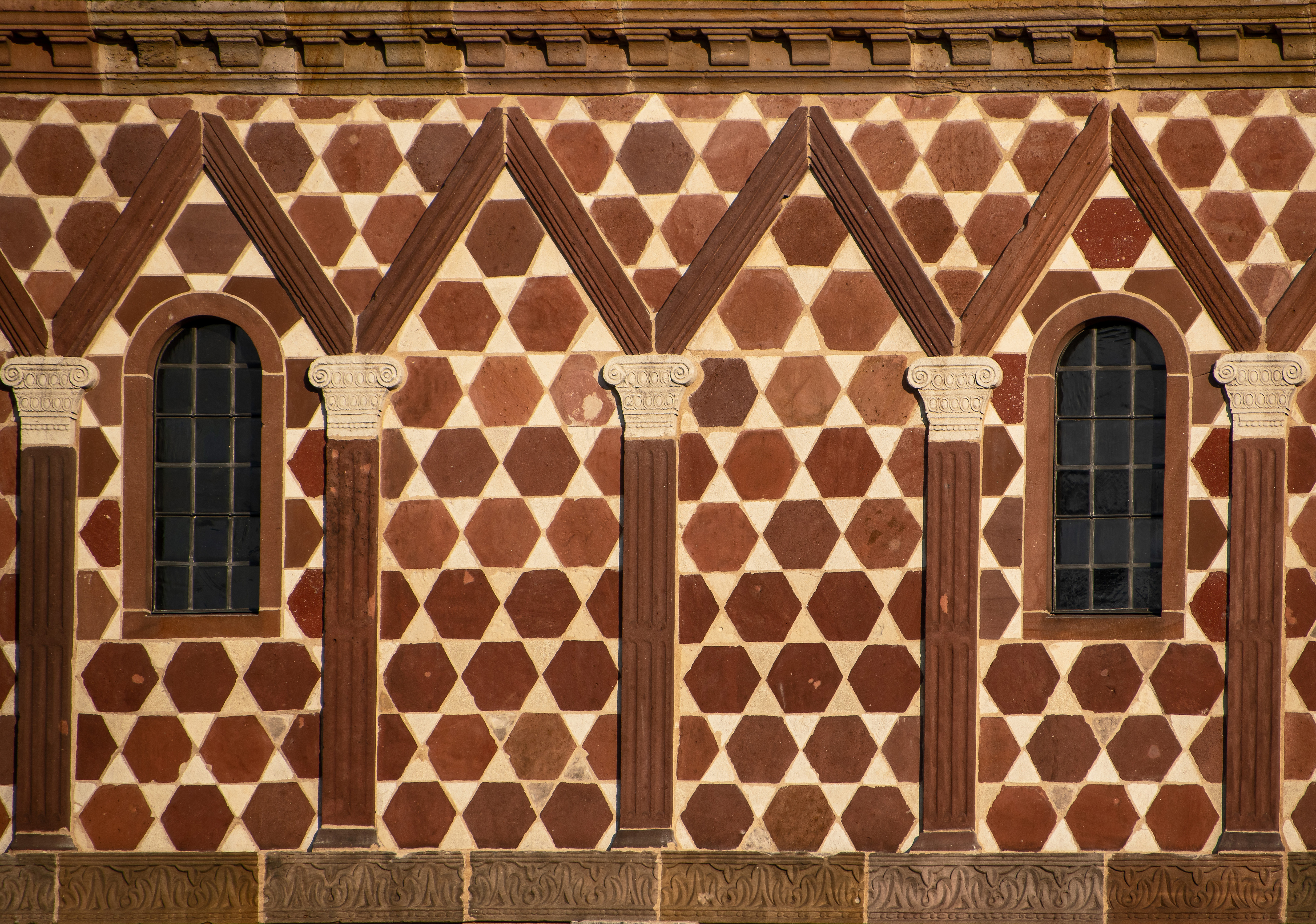
Dettaglio della decorazione della facciata.
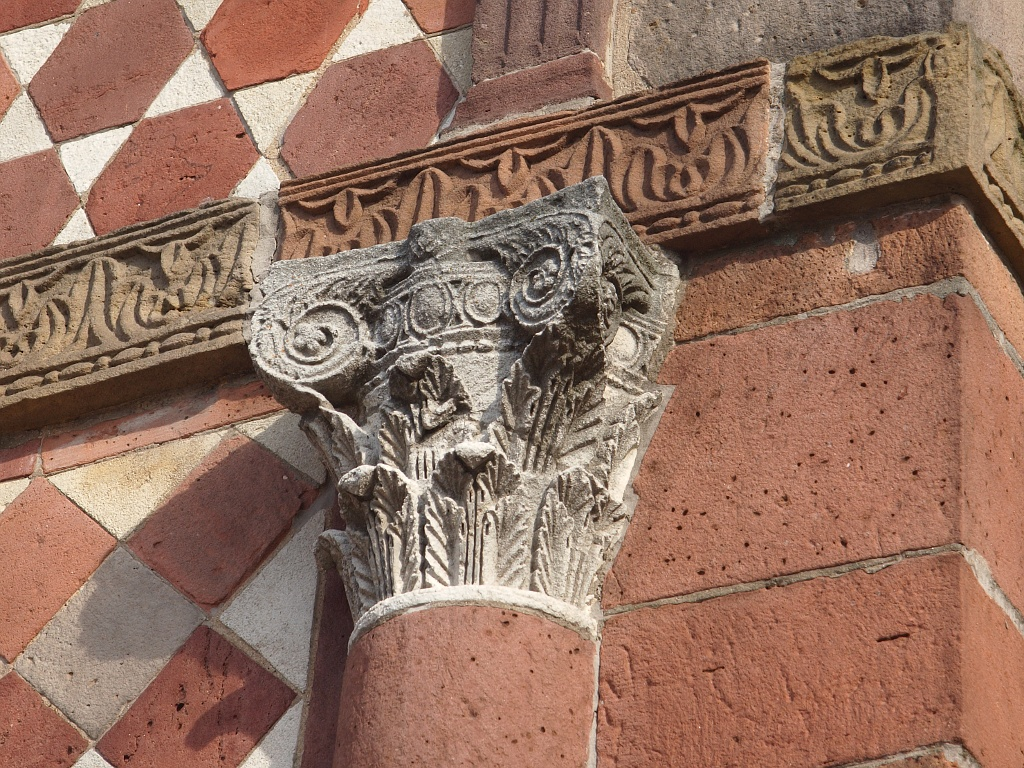
Dettaglio di uno dei capitelli della facciata.
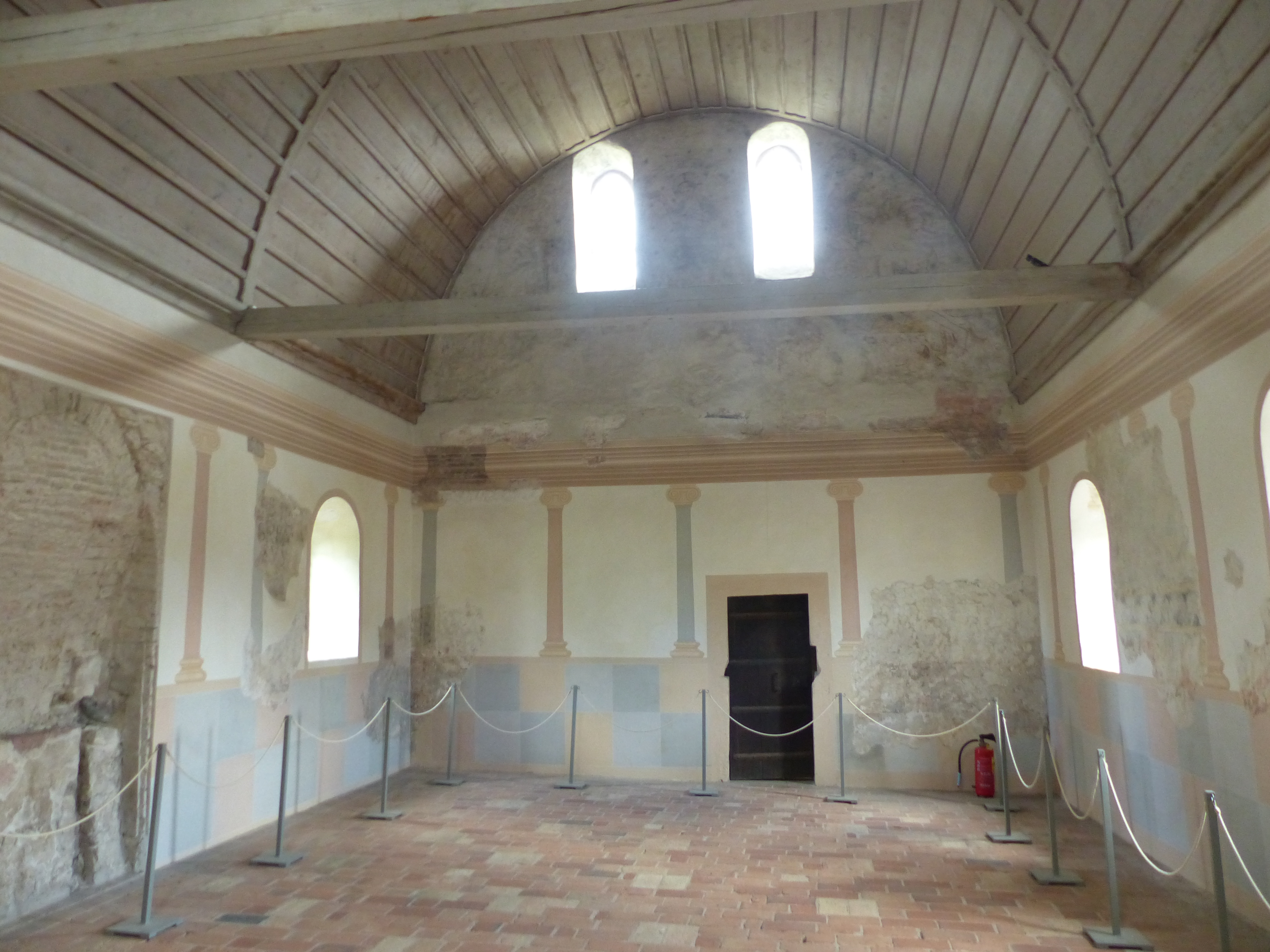
Interno della Torhalle con la nicchia dove si trovava l'altare.
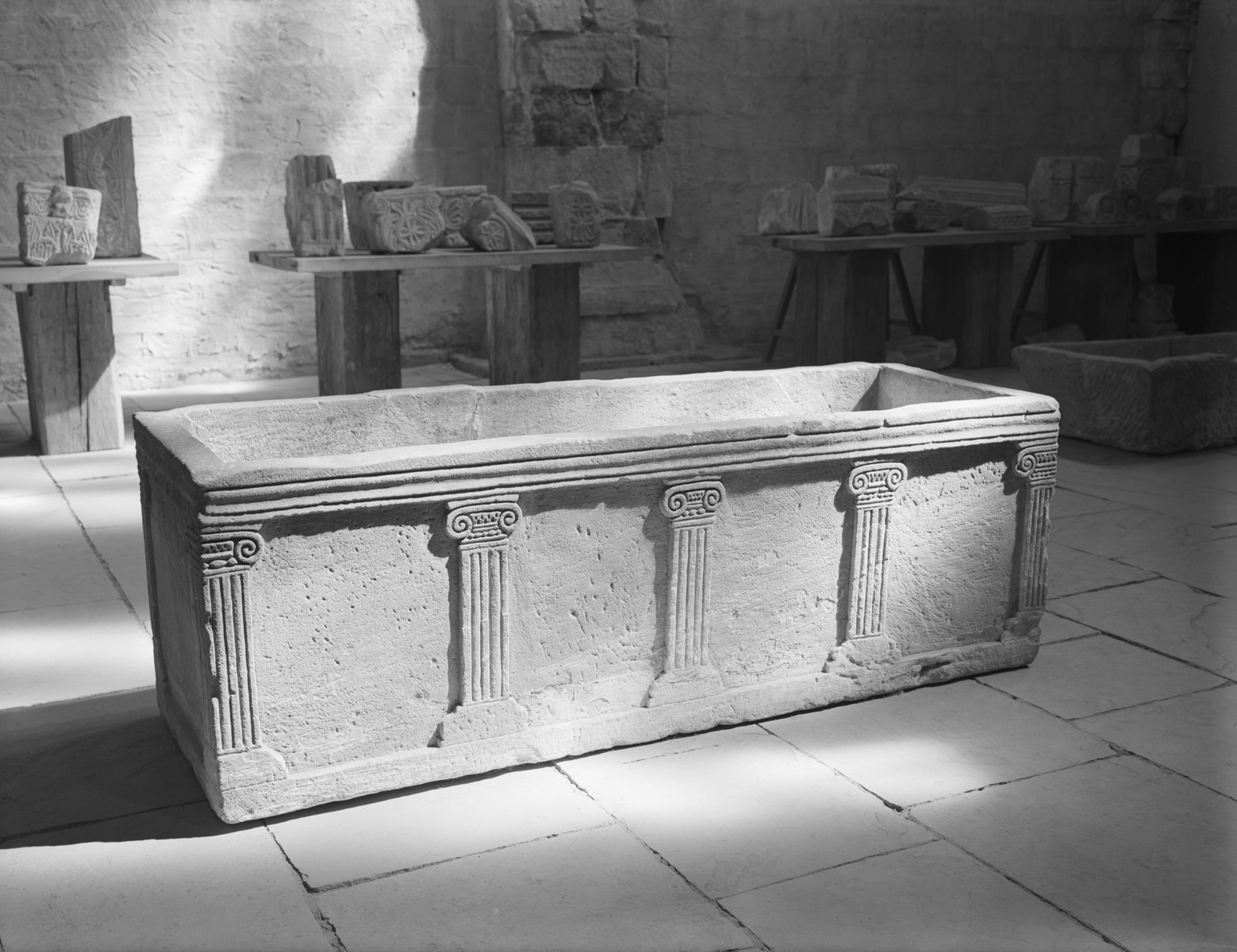
Il cosiddetto sarcofago di Ludovico il Germanico, ipotizzato come sepoltura di Ludovico il Germanico.
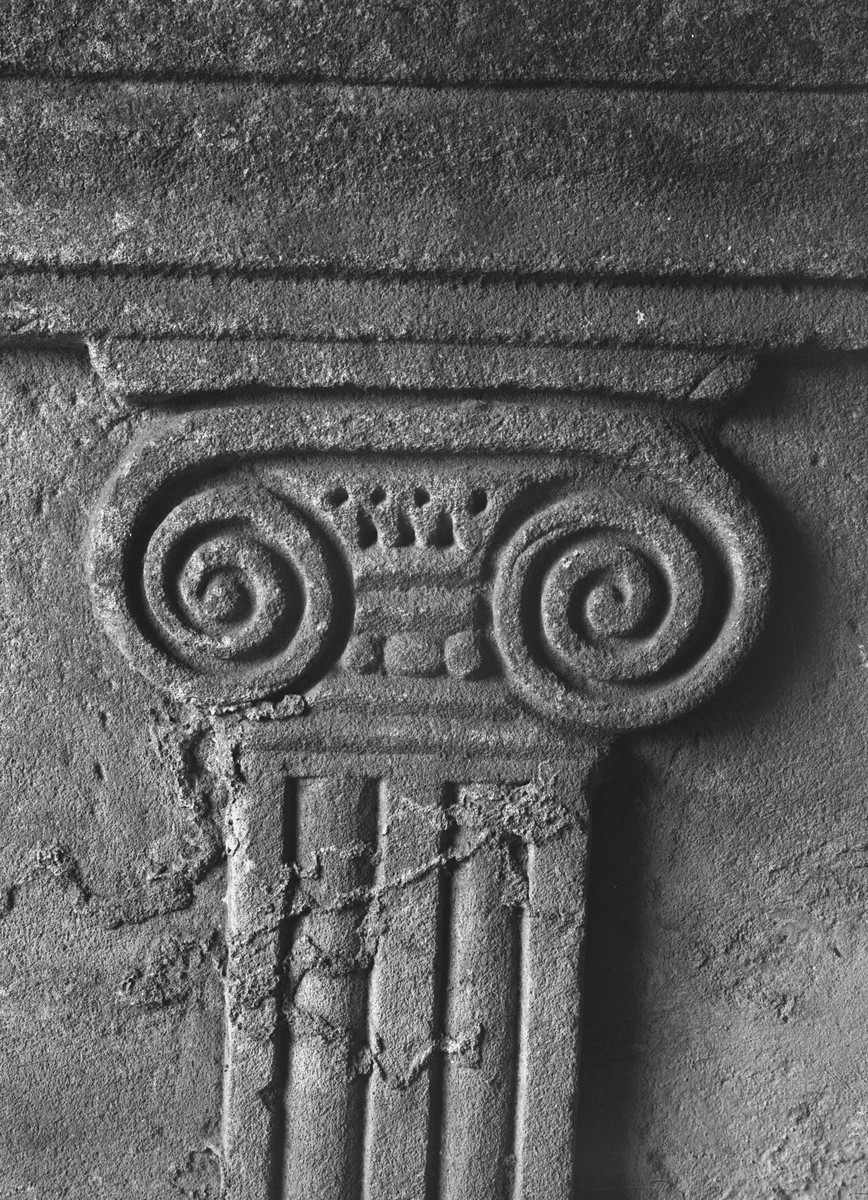
Dettaglio del sarcofago con capitello ionico.

### Modifiche romaniche e gotiche
Mentre la facciata della Torhalle è rimasta quasi invariata nel corso del tempo, l'interno ha subito numerosi interventi che suggeriscono un cambio di destinazione d'uso. In origine, il primo piano era decorato con una pittura architettonica raffigurante una fila di colonne poggianti su un basamento composto da blocchi policromi. La natura di questa decorazione indica che, in quel periodo, la Torhalle avesse una funzione prevalentemente laica.
Tra l'XI e il XII secolo, la finestra centrale della parete orientale fu murata per creare spazio a una nicchia per l'altare, segnando una trasformazione dell'ambiente in spazio sacro. A questo periodo risale anche la pittura figurativa sulla parete orientale, ulteriore indizio della nuova funzione religiosa della sala.
Intorno al 1400, la Torhalle fu dotata di un tetto in stile gotico molto slanciato, permettendo l'inserimento di una volta lignea a botte semicircolare, che sostituì probabilmente un soffitto originariamente piatto. Le pareti del piano superiore furono completamente ricoperte da pitture figurative, confermando il ruolo sacro che l'edificio aveva assunto in epoca gotica.

### Interventi successivi
Su ordine dell'elettore e arcivescovo di Magonza, Lothar Franz von Schönborn, nel 1697 il soffitto del piano terra della Torhalle venne rimosso, gli archi orientali furono murati e quelli occidentali chiusi con porte.
Nel 1724, l'edificio fu oggetto di ulteriori modifiche: ricevette un nuovo tetto della stessa altezza del precedente, un soffitto piano in stucco e un nuovo strato di intonaco all'interno.
Nel 1797, la Torhalle rischiò di essere demolita, poiché fu messa all'asta con l'intento di smantellarla. Tuttavia, fu salvata grazie all'intervento del granduca Ludovico I d'Assia-Darmstadt, che la acquistò e impedì la sua distruzione.
Nonostante questi sforzi di conservazione, nel 1842 il torre scala settentrionale crollò. Fu ricostruito solo nel 1934-35, durante il primo intervento di restauro dell'edificio.

### Restauri del XX secolo
Durante il restauro, si cercò di riportare la Torhalle al suo stato originale. Per questo motivo, furono rimossi il soffitto barocco, riaperti gli archi del piano terra e reinstallato un nuovo soffitto al piano inferiore, simile a quello originario.
In un successivo intervento di restauro, il piano superiore fu oggetto di ulteriori lavori: la volta gotica a botte e le decorazioni pittoriche vennero ricostruite, basandosi su studi storici e archeologici.
Tra il 2012 e il 2014, durante nuovi restauri sulla facciata, questa fu sottoposta a un'analisi sistematica, che portò alla luce numerosi dettagli architettonici inediti. Come già menzionato, grazie al metodo del radiocarbonio, si riuscì a datare la costruzione della Torhalle intorno all'anno 900.
Inoltre, si scoprì che molti blocchi della muratura provenivano da edifici romani preesistenti, indicando una pratica di riutilizzo di materiali antichi.
Dal 2010, sono in corso scavi archeologici volti a indagare la preistoria e la protostoria del monastero. In questo contesto, è stata studiata l'area circostante la Torhalle e sono state rinvenute numerose tombe nelle immediate vicinanze dell'edificio.

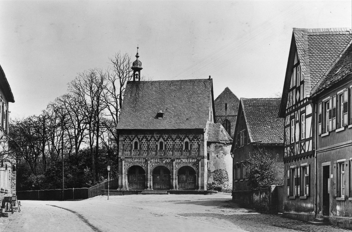
La facciata ovest della Torhalle prima del restauro.
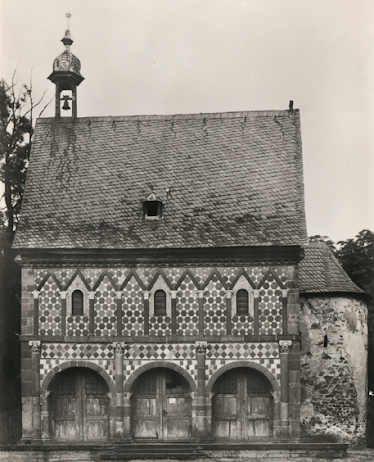
La facciata ovest della Torhalle prima del restauro: gli archi sono chiusi con porte di legno, la torre nord è mancante.
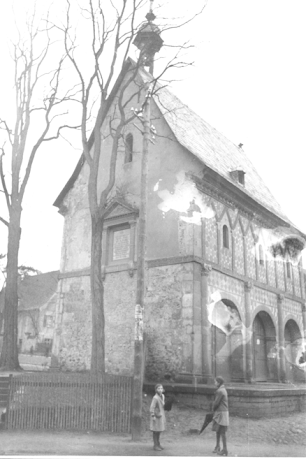
Il lato nord della Torhalle prima dei restauri.
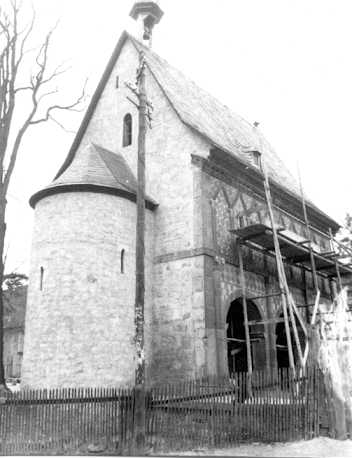
Il lato nord della Torhalle prima dei restauri: l’aggiunta della torre.
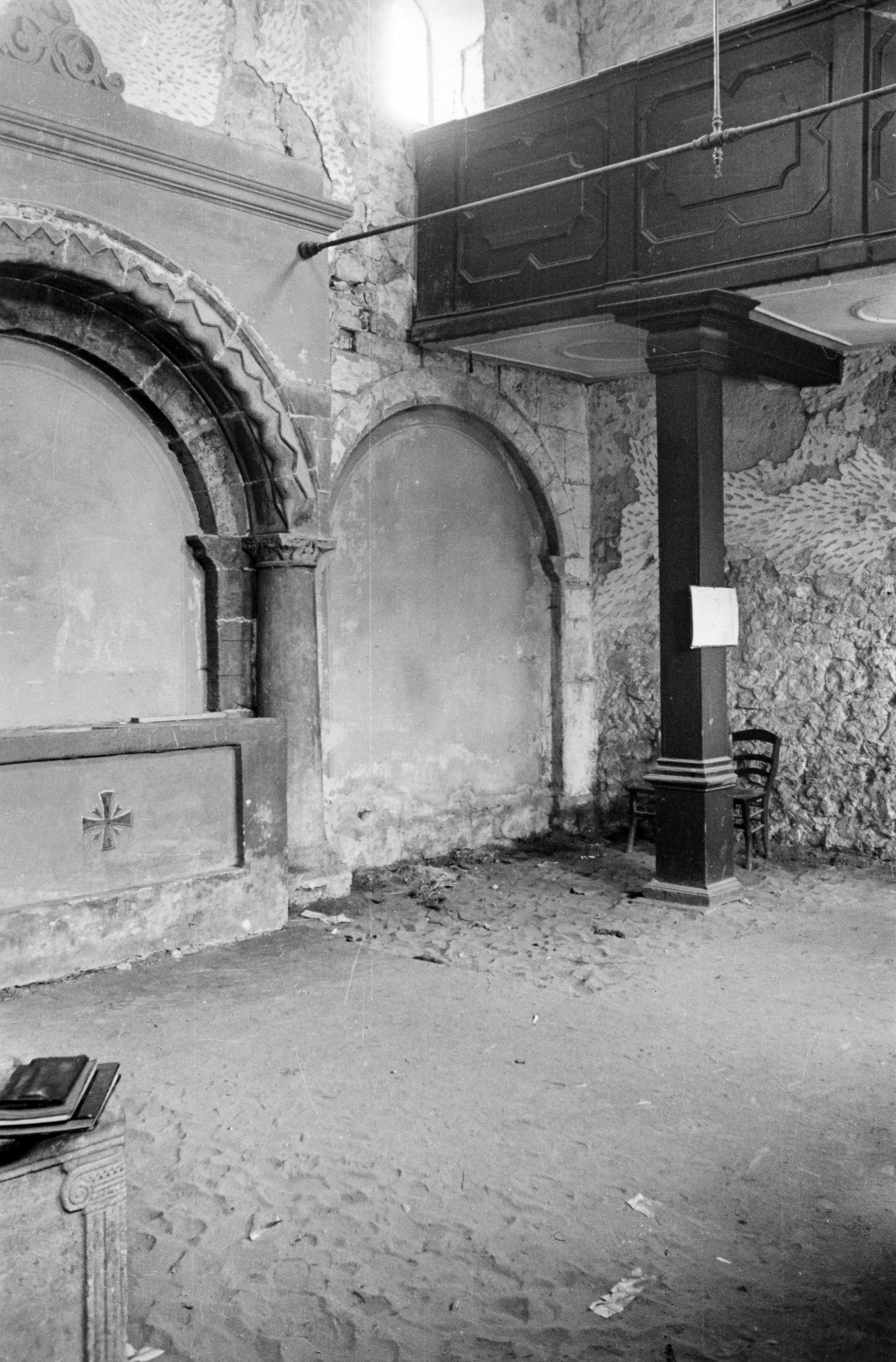
Angolo sud-est del portale interno prima del restauro.
Frammenti di affreschi di età altomedievale.

## Descrizione dell'edificio
La Torhalle si trova sul lato occidentale dell’area monastica di Lorsch. Si tratta di un edificio relativamente piccolo, con le seguenti dimensioni:
- Larghezza: 10,9 metri
- Profondità: 7,2 metri
- Altezza fino all’attacco del tetto: 7,2 metri
- Altezza fino al colmo: circa 14 metri

Su entrambi i lati corti si trovano due torri scala semicircolari di circa 3 metri di larghezza, che permettevano l’accesso al piano superiore. L’asse longitudinale dell’edificio è orientato con una leggera deviazione nord-sud. A circa 80 metri a est, si possono ancora vedere i resti dell’antica chiesa del monastero.
L’architettura della Torhalle è altamente simmetrica, sia lungo l’asse longitudinale che quello trasversale. La sua struttura si articola in due livelli sovrapposti e un alto tetto a capanna, con un piccolo campanile posizionato sul colmo della falda settentrionale.
Il piano terra è caratterizzato da tre ampi archi a tutto sesto, che creano un passaggio luminoso attraverso l’edificio. Questo collega visivamente la Torhalle con il portale della chiesa monastica retrostante. Gli archi sono incorniciati da semicolonne in pietra arenaria rossa, dotate di basi attiche e capitelli compositi in calcare bianco. Al di sopra delle colonne corre un fregio in pietra arenaria chiara con decorazioni a motivi vegetali, che separa il piano inferiore da quello superiore.
Il piano superiore presenta una sequenza di nove arcate decorative, che emergono leggermente dalla facciata. Ogni arcata è composta da pilastri scanalati in arenaria rossa, con capitelli ionici in calcare bianco e timpani triangolari scolpiti. Tre di queste arcate (la seconda, la quinta e l’ottava da sinistra) ospitano delle finestre strette sulla facciata occidentale, mentre sulla facciata orientale manca la finestra centrale.
Uno degli elementi più distintivi della Torhalle è la sua facciata riccamente decorata, che riflette l’influenza dell’architettura classica romana. Il paramento murario è costituito da pietre arenarie di diversi colori (rosso, beige e bianco), disposte in sofisticati schemi geometrici:
- Al piano superiore, la decorazione è composta da esagoni rossi, collegati da triangoli chiari.
- Al piano inferiore, fino all’altezza degli archi, la facciata è decorata con quadrati ruotati a 45°, alternati nei colori bianco e rosso.
- Gli spazi tra gli archi presentano tessere rettangolari e triangolari, sempre nei toni del bianco e del rosso, creando un motivo altamente elaborato.

Questa decorazione vivace e spettacolare suggerisce che la Torhalle non fosse un edificio qualsiasi, ma una vera e propria opera d’arte architettonica, destinata a suscitare ammirazione e meraviglia nei monaci e nei visitatori del monastero. Un ruolo che continua a svolgere ancora oggi.

## Gli interni della Torhalle
Il piano terra della Torhalle è caratterizzato da un passaggio luminoso creato dalle ampie arcate aperte sui lati occidentale ed orientale. Questo spazio fungeva da collegamento visivo e fisico tra l’ingresso del monastero e la chiesa retrostante.
- Le pareti delle facciate laterali (nord e sud) sono costruite con semplici blocchi di pietra grezza e intonacate di bianco.
- Ai lati del passaggio centrale, vi sono porte di legno incorniciate in arenaria, che conducono ai torri scala semicircolari, attraverso le quali si accede al piano superiore.

Questa disposizione architettonica suggerisce che il piano terra fosse concepito non solo come un semplice passaggio, ma anche come un elemento di rappresentanza e di transizione tra l'esterno e l’interno del complesso monastico.
Anche il primo piano, come la sala di passaggio sottostante, è un ambiente unico, senza suddivisioni interne. Questo spazio è caratterizzato da:
- Otto finestre, che permettono una notevole illuminazione naturale.
- Resti di pitture murali su tutte e quattro le pareti, applicate su un intonaco bianco.
- Una grande nicchia (larga circa due metri) al centro della parete orientale, che un tempo ospitava un altare, oggi non più esistente.

Il soffitto è chiuso da una volta a botte in legno, aggiunta in epoca gotica, che sostituisce probabilmente un'antica copertura piatta. L’insieme degli elementi architettonici e decorativi suggerisce che questo spazio abbia avuto, nel tempo, funzioni diverse, da sala cerimoniale a cappella.

## L'importanza turistica
Dal 1991, la Torhalle e i resti dell'antico monastero di Lorsch sono stati riconosciuti come Patrimonio dell'Umanità dall'UNESCO, grazie alla loro importanza storica e architettonica. 
Alla fine del 2012 sono iniziate ampie opere di riqualificazione dell'area, con l'obiettivo di migliorare l'esperienza dei visitatori e rendere più comprensibile la struttura dell'ex monastero.
Le principali misure adottate includono:
- Migliore integrazione paesaggistica degli edifici monastici rimasti, con la rimozione di elementi che ne ostacolavano la visibilità.
- Valorizzazione della Torhalle, della cinta muraria del monastero e dei resti della chiesa abbaziale.
- Trasformazione del granaio ("Zehntscheune") in un museo interattivo, che spiega la storia del sito anche attraverso tecnologie digitali e realtà virtuale.

Questi interventi hanno reso il complesso monastico di Lorsch più accessibile e coinvolgente, permettendo ai visitatori di immergersi nella sua storia in modo innovativo.